# Phänomen (Zittau)
Phaenomen is een historisch merk van motorfietsen.
Phaenomen-Werke, Gustav Hiller AG, Zittau, Sachsen (1901-1914 en 1931-1940).
Oude Duitse rijwielfabriek, die al in 1901 motorfietsen met Fafnir-motoren bouwde. In 1914 stopte men met het maken van motorfietsen om zich op de rijwiel- en automobielproductie te richten.
In 1931 ging men fietsen met 75 cc Sachs-hulpmotor produceren en vanaf 1938 werden er weer motorfietsen met 98- en 123 cc Sachs-motoren geproduceerd. Na de Tweede Wereldoorlog werd het bedrijf genationaliseerd en produceerde men vrachtwagens met de merknaam Robur. Later werd een nieuwe firma opgericht in Bielefeld, waar men motorfietsen maakte met dezelfde naam. Zie Phaenomen (Bielefeld).